# Selbhorn
Selbhorn är ett berg i Österrike. Det ligger i distriktet Zell am See och förbundslandet Salzburg, i den centrala delen av landet. Toppen på Selbhorn är 2 654 meter över havet. Klättningsstigarna upp till toppen bedöms av Deutscher Alpenverein som mindre svårig (WS).
I omgivningarna runt Selbhorn finns i huvudsak kala bergstoppar och bergsängar.